# Keasler Japan Limited
Keasler Japan Limitedは音楽プロダクション。

## 概要
2008年、C4の作品をリリースする為にTOKIが設立。

## 所属バンド・ミュージシャン
Keasler Japan Limited
- C4
- 大村孝佳
- LOG
- PLUNKLOCK
- Emu.
- Sale Below Cost
- 藤岡幹大（知的財産権委託管理）

## 関連レーベル
- TK2 RECORDS　TOKI (C4) とTAKURO (GLAY) が主宰するレーベル。
- loversoul music & associates
- WAVE MASTER